# ویل آرنت
ویلیام امرسن "ویل" آرنت (به انگلیسی: William Emerson "Will" Arnett) (زاده ۴ مهٔ ۱۹۷۰) بازیگر و کمدین کانادایی است. او بیشتر به خاطر نقش‌آفرینی در سریال کمدی پرورش شکست‌خورده (۲۰۱۹–۲۰۱۸،‌ ۲۰۱۳، ۲۰۰۶–۲۰۰۳) که برایش یک نامزدی جایزه امی ساعات پربیننده بهترین بازیگر نقش مکمل مرد در مجموعه تلویزیونی کمدی به‌همراه داشت، و بوجک هورسمن (۲۰۲۰–۲۰۱۴) شناخته می‌شود. آرنت در فیلم‌های تیغ شهرت (۲۰۰۷)، نیمه حرفه‌ای (۲۰۰۸)، جی-فورس (۲۰۰۹) و جونا هکس (۲۰۱۰) نیز به‌ایفای نقش پرداخته‌است. او برای بازی در سریال ۳۰ راک (۲۰۱۳–۲۰۰۷) چهار بار نامزد دریافت جایزه امی ساعات پربیننده بهترین بازیگر مهمان در مجموعه تلویزیونی کمدی شده‌است.
آرنت به عنوان صداپیشه در فیلم‌های عصر یخبندان: ذوب (۲۰۰۶)، راتاتویی (۲۰۰۷)، هورتون صدایی می‌شنود! (۲۰۰۸)، من نفرت‌انگیز (۲۰۱۰)، عملیات آجیلی (۲۰۱۴)، فیلم لگو (۲۰۱۴)،  عملیات آجیلی ۲: آجیلی اصل (۲۰۱۷)، فیلم لگو بتمن (۲۰۱۷)، فیلم لگو ۲: بخش دوم (۲۰۱۹) و سفرهای دکتر دولیتل (۲۰۲۰) و مجموعه تلویزیونی بوجک هورسمن (۲۰۲۰–۲۰۱۴) حضور داشته‌است که در سال ۲۰۱۹ نامزد جایزه آنی شد.

## افتخارات
در سال ۲۰۰۵، مجله نیویورک در جریان جوایز سالانه‌اش، آرنت و همسرش، ایمی پولر را به عنوان "نیویورکی‌های سال" برگزید. در آوریل ۲۰۰۷، مجله انترتینمنت ویکلی از او به عنوان "پادشاه آینده کمدی" یاد کرد. همچنین در جولای ۲۰۰۷، مجله پریمیر او را در لیست "بیست چهره جذاب کمدی" قرار داد. در ژوئیه ۲۰۱۹، آرنت به پیاده‌روی مشاهیر کانادا معرفی شد.

## فیلم‌شناسی

### سینمایی
- مادرشوهر هیولا (۲۰۰۵)
- عصر یخبندان: ذوب (۲۰۰۶)
- آر وی (۲۰۰۶)
- در برادوی (۲۰۰۶)
- تیغ شهرت (۲۰۰۷)
- راتاتویی (۲۰۰۷)
- هورتون صدایی می‌شنود! (۲۰۰۸)
- نیمه حرفه‌ای (۲۰۰۸)
- ‌ راکر (۲۰۰۸)
- هیولاها علیه بیگانگان (۲۰۰۹)
- جی-فورس (۲۰۰۹)
- هنگامی که در رم (۲۰۱۰)
- جونا هکس (۲۰۱۰)
- من نفرت‌انگیز (۲۰۱۰)
- دنیای مخفی آریتی (۲۰۱۲)
- مردان سیاه‌پوش ۳ (۲۰۱۲)
- عملیات آجیلی (۲۰۱۴)
- فیلم لگو (۲۰۱۴)
- لاک‌پشت‌های نینجای نوجوان جهش‌یافته (۲۰۱۴)
- لاک‌پشت‌های نینجای نوجوان جهش‌یافته: خارج از سایه‌ها (۲۰۱۶)
- ستاره‌های پاپ: هرگز متوقف نمی‌شوند (۲۰۱۶)
- فیلم لگو بتمن (۲۰۱۷)
- عملیات آجیلی ۲: آجیلی اصل (۲۰۱۷)
- تایتان‌های نوجوان به سینما می‌آیند! (۲۰۱۸)
- نمایش سگ‌ها (۲۰۱۸)
- فیلم لگو ۲: بخش دوم (۲۰۱۹)
- سفرهای دکتر دولیتل (۲۰۲۰)
- عالی جدید و شگفت‌انگیز (۲۰۲۵)

### تلویزیون
- سکس و سیتی (۱۹۹۹)
- دیدبان سوم (۲۰۰۰)
- سوپرانوز (۲۰۰۲)
- نظم و قانون: واحد قربانیان ویژه (۲۰۰۲)
- پرورش شکست‌خورده (۲۰۱۹–۲۰۱۸، ۲۰۱۳، ۲۰۰۶–۲۰۰۳)
- دنی فانتوم (۲۰۰۵)
- پادشاه تپه (۲۰۰۷)
- ۳۰ راک (۲۰۱۳–۲۰۰۷)
- سسمی استریت (۲۰۰۸)
- پارک‌ها و تفریحات (۲۰۱۰)
- آفیس (۲۰۱۱)
- کمدی بنگ! بنگ! (۲۰۱۲)
- سیمپسون‌ها (۲۰۱۴)
- بوجک هورسمن (۲۰۲۰–۲۰۱۴)

## جوایز
- کاندیدای جایزه انجمن بازیگران فیلم بهترین اجرای گروه بازیگران در مجموعه تلویزیونی کمدی برای سریال پرورش شکست‌خورده سال‌های  ۲۰۰۵ و ۲۰۰۶
- کاندیدای جایزه امی ساعات پربیننده بهترین بازیگر نقش مکمل مرد در مجموعه تلویزیونی کمدی برای سریال پرورش شکست‌خورده سال ۲۰۰۶
- کاندیدای جایزه امی ساعات پربیننده بهترین بازیگر مهمان در مجموعه تلویزیونی کمدی برای سریال ۳۰ راک سال‌های ۲۰۰۸، ۲۰۱۰، ۲۰۱۱ و ۲۰۱۲
- کاندیدای جایزه انجمن بازیگران فیلم بهترین اجرای گروه بازیگران در مجموعه تلویزیونی کمدی برای سریال پرورش شکست‌خورده سال ۲۰۱۴
- برنده جایزه آنی بهترین صداپیشه مرد در مجموعه تلویزیونی پویانمایی برای سریال بوجک هورسمن سال ۲۰۱۹
- برنده جایزه برتر گزینش منتقدان بهترین صداپیشه مرد در مجموعه تلویزیونی پویانمایی برای سریال بوجک هورسمن سال ۲۰۲۱